# 八一七北路
八一七北路，即八一七路北段，俗称南街，是中国福建省福州市鼓楼区的一条重要街道，南北走向，长1485米，路宽30米左右，为福州古老的中轴线，其与东街和杨桥路形成的十字路口一带，是福州古城的中心，即福州市最繁华的东街口商圈。
八一七北路西侧为三坊七巷中的“七巷”：从北向南为杨桥巷（今杨桥路）、郎官巷、塔巷、黄巷、安民巷、宫巷、吉庇巷。

## 历史
唐末王审知筑福州罗城，直通南门的南大街便是主要大道之一，到南宋时形成兴盛的商业街。南大街北起鼓楼前，经安康桥，南至南门兜，为宽5米左右的石板街。1929年南大街拓宽为15米宽的近代马路，1936年铺筑路面，定名中正路，但是福州民间仍习用“南街”旧称。1950年8月，改名为八一七北路，以纪念解放军攻占福州一周年。1971年路面拓宽到24米 。